# 圣费德蒙杜哈尔
圣费德蒙杜哈尔，是西班牙安达卢西亚自治区阿尔梅里亚省的一个市镇。 总面积35km2, 总人口448人（2001年），人口密度13人/km2。